# Kim Moon-soo (badminton)
Pour les articles homonymes, voir Kim Moon-soo.
Dans ce nom coréen, le nom de famille, Kim, précède le nom personnel.
Kim Moon-soo est un joueur de badminton sud-coréen né le 29 décembre 1963.
Aux Jeux olympiques de 1992 à Barcelone, il est sacré champion olympique en double hommes avec Park Joo-bong. Il remporte aussi deux fois les Championnats du monde de badminton (en 1985 et en 1991).